# Хэнсон, Розамунд
Розамунд Абигаль Хэнсон (англ. Rosamund Abigail Hanson, 24 сентября 1989, Дерби) — английская модель, теле- и киноактриса, известная по фильмам Шейна Медоуза.

## Биография
Родилась Розамунд Абигаль Хэнсон в 1989 году в городе Дерби в графстве Дербишир. Её отец, дизайнер одежды Даниэль Хэнсон, решил, что его дочь должна стать актрисой после постановки в школе спектакля "Книга джунглей", где Розамунд играла Каа. Несколько лет спустя она начала сниматься на Центральном детском телевидении, её телевизионным дебютом стал в 2003 году эпизод в сериале «Dangerville». Три года спустя она получила роль Смэлл в фильме Шейна Медоуза «Это Англия». В 2008 году появилась в телесериале «Fresh !», в роли Элисон. Продолжала играть эту роль и в продолжении сериала под названием «Сорваться с крючка» (2009). После этого вновь сыграла Смелл в мини-сериалах «Это Англия '86», «Это Англия '88» и «Это Англия '90». В 2011 году появляется в восьмом сезоне сериала-драмы «Бесстыдники», играя роль проститутки Бонни. Её последняя появление на телевидении было в сериале «Жизнь так коротка», в роли Шерил, секретаря Дэвиса Уорвика. С 2014 года приступила к съемкам в сериале «Vodka Diaries».